# Charlton Heston
Charlton Heston (rojstno ime John Charlton Carter), ameriški filmski igralec, * 4. oktober 1923, Evanston, Illinois, † 5. april 2008, Beverly Hills, Kalifornija.
Heston je bil v svoji dolgi igralski karieri najbolj poznan po vlogah herojev, kot so Mojzes v filmu Deset Zapovedi, polkovnik George Taylor v filmu Planet opic in Juda Ben-Hur v filmu Ben-Hur. Med letoma 1998 in 2003 je bil tudi predsednik ameriškega puškarskega društva (National Rifle Association).